# Yelena Nikashina
Yelena Nikashina –en ruso, Елена Федосеева– (21 de septiembre de 1972) es una deportista rusa que compitió en natación sincronizada. Ganó una medalla de oro en el Campeonato Europeo de Natación de 1993, en la prueba de equipo.

## Palmarés internacional
| Campeonato Europeo | Campeonato Europeo      | Campeonato Europeo | Campeonato Europeo |
| Año                | Lugar                   | Medalla            | Prueba             |
| ------------------ | ----------------------- | ------------------ | ------------------ |
| 1993               | Sheffield (Reino Unido) | Medalla de oro     | Equipo             |